# Porozumienie zakładowe
Porozumienie zakładowe (niem. Betriebsvereinbarung) - porozumienie między pracodawcą i radą zakładową regulujące ich wzajemne prawa i obowiązki oraz stanowiące wiążące normy w zakresie indywidualnych stosunków pracy i innych stosunków między pracownikami a pracodawcą. Do zawarcia porozumienia wymagana jest forma pisemna i złożenie podpisów przez obie strony. Sprawy uregulowane w układzie zbiorowym nie mogą być przedmiotem porozumienia, chyba że układ dopuszcza taką możliwość lub regulacja w porozumieniu jest korzystniejsza dla pracowników.